# Asterochiton cerata
Asterochiton cerata är en insektsart som först beskrevs av William Miles Maskell 1896.  Asterochiton cerata ingår i släktet Asterochiton och familjen mjöllöss. Inga underarter finns listade i Catalogue of Life.